# Jazz fusion
Jazz fusion ali džézovsko zlítje (tudi jazz-rock fusion oz. fusion) je glasbena zvrst, ki združuje elemente jazza z ostalimi zvrstmi, kot so pop, rock, folk, reggae, funk, metal, R'n'B, hiphop, elektronska glasba in različno etno glasbo. Glasbeni albumi v tej zvrsti, četudi od enega samega ustvarjalca, pogosto združujejo mnoge od teh stilov.
V poznih šestdesetih so jazzovski glasbeniki začeli mešati jazzovske oblike in improvizacijske tehnike z električnimi instrumenti rocka ter nežnimi ritmi ritma in bluza. Prav tako so tudi rockerji začeli v svojo glasbo vnašati jazz. Jazz rock je bil najbolj popularen v sedemdesetih, čeprav je tudi danes dobro zastopan. Tudi nekateri prog rokerji se štejejo med fusion.
Fusion je po navadi instrumentalen (tj. brez vokalov), v njem se uporabljajo nenavadni taktovski načini, ritmični vzorci, skladbe so dolge z veliko improvizacijami. Mnogi jazz fusion glasbeniki so zaradi kompleksnosti zvrsti virtuozi.
Zvrst je ravno zaradi teh značilnosti na radiu zelo težko zaslediti.

## Predstavniki
- Weather Report
- Colosseum
- Chicago
- Frank Zappa
- Miles Davis
- Return to Forever
- Focus
- Stanley Clarke
- Herbie Hancock
- Chick Corea
- Al Di Meola
- Lee Ritenour
- Jaco Pastorius